# Anderson .Paak
Pour les articles homonymes, voir Anderson.
Anderson .Paak (anciennement Breezy Lovejoy), de son vrai nom Brandon Paak Anderson, né le 8 février 1986 à Oxnard, en Californie,, est un chanteur, dj, batteur, rappeur et producteur américain. Il est signé dans le label de Dr. Dre, Aftermath Entertainment.
Depuis 2021, il est membre du duo musical Silk Sonic, avec Bruno Mars. 

## Biographie
Anderson .Paak est le fils d'un Afro-Américain et d'une métisse née en Corée, d'une mère coréenne et d'un père soldat afro-américain.
La première expérience musicale de Paak se passe dans l'église où se rend sa famille où il joue de la batterie. Avant sa carrière musicale, il travaille dans une ferme de marijuana à Santa Barbara. Il se retrouvera un temps sans domicile avec sa femme et son fils,.
En 2011, il s'intègre peu à peu sur la scène musicale de Los Angeles et travaille sur son premier album. Shafiq Husayn, du groupe Sa-Ra (en), l'aide à s'en sortir financièrement. Paak est alors employé comme assistant vidéographe, monteur, auteur et producteur. Il achève son album O.B.E. Vol.1, qui sort courant 2012. Il devient ensuite le batteur de l'ancienne candidate d'American Idol, Haley Reinhart. En novembre 2013, il sort l'EP Cover Art, qui contient six titres qui ne sont que des reprises, par exemple Seven Nation Army des White Stripes. En parallèle à sa carrière de chanteur en solo, il produit quelques albums, dont All You Can Do de Watsky, sorti en 2014, sur lequel il apparaît également sur trois titres. En octobre 2014, il sort l'album Venice, le premier sous le nom d'Anderson .Paak. 
En 2015, il apparaît sur six chansons de l'album évènement de Dr. Dre, Compton et sur deux de celui de The Game, The Documentary 2.5. Fin 2015, il s'associe au producteur Knxwledge (en) avec lequel il forme le groupe NxWorries. Il sort en janvier 2016 un nouvel album, Malibu.
En 2017, il assure la première partie de la tournée 24k Magic World Tour de Bruno Mars accompagné de son groupe The Free Nationals, dans lequel il est le batteur.
En 2018, il participe à la bande son du film Black Panther supervisé par Kendrick Lamar, il y interprète Bloody Water aux côtés de Ab-Soul et James Blake. Au mois de novembre 2018, Paak sort son troisième album, Oxnard. Il est suivi de Ventura, paru en avril 2019.
Fin 2021, il sort l'album An Evening with Silk Sonic avec Bruno Mars, porté notamment par le single Leave The Door Open.
Paak crée le label Apeshit et signe les jeunes artistes DOMi et JD Beck pour leur premier album Not Tight qui sort en 2022. Cet album est nommé aux grammys de 2023 (catégorie Meilleur album de musique instrumentale contemporaine). Paak chante notamment sur la chanson Take a chance et aussi sur Pilot, en trio avec Snoop Dogg et Busta Rhymes.
Depuis fin 2024, Anderson .Paak serait en couple avec la chanteuse Mariah Carey.
En 2025, il devient un des visages de la marque de champagne Dom Pérignon.

## Discographie

### Albums studio
- 2012 : Lovejoy (sous le nom de Breezy Lovejoy)
- 2012 : O.B.E. Vol. 1 (sous le nom de Breezy Lovejoy)
- 2014 : Venice
- 2016 : Malibu
- 2016 : Yes Lawd! (avec Knxwledge sous le nom de NxWorries)
- 2018 : Oxnard
- 2019 : Ventura
- 2021 : An Evening with Silk Sonic (avec Bruno Mars)
- 2024 : Why Lawd? (avec Knxwledge sous le nom de NxWorries)

### EPs
- 2010 : Violets Are Blue (sous le nom de Breezy Lovejoy)
- 2013 : Cover Art
- 2015 : The Anderson .Paak EP (avec Blended Babies)
- 2015 : Link Up & Suede (avec Knxwledge sous le nom de NxWorries)

### Singles
- 2014 : Drugs
- 2014 : Miss Right
- 2015 : Suede (avec Knxwledge sous le nom de NxWorries)
- 2015 : The Season / Carry Me
- 2015 : Am I Wrong (featuring Schoolboy Q)
- 2015 : Room In Here (featuring The Game)
- 2018 : Tints (featuring Kendrick Lamar)
- 2018 : Who R U?
- 2019 : King James
- 2019 : Make It Better (featuring Smokey Robinson)
- 2020 : Don't Slack (featuring Justin Timberlake)
- 2020 : Lockdown
- 2020 : Cut Em In (featuring Rick Ross)
- 2020 : Jewels
- 2021 : Leave the Door Open (with Bruno Mars en tant queSilk Sonic)
- 2021 : Skate (with Bruno Mars en tant que Silk Sonic)
- 2021 : Smokin Out the Window (with Bruno Mars en tant que Silk Sonic)
- 2022 : Love's Train (with Bruno Mars en tant que Silk Sonic)
- 2022 : After Last Night (with Bruno Mars en tant que Silk Sonic, with Thundercat and Bootsy Collins)
- 2023 : Too Fast (Pull Over) (with Jay Rock featuring Latto)
- 2024 : Places to Be (with Fred Again and Chika)

### Apparitions en featuring
- 2009 : Afro Classics - Do Thangs et The Follow Through tirés de The Classic EP
- 2010 : Verbs - Sing My Song tiré de The Progress EP 2: F*ck Yea Man
- 2011 : Dumbfoundead - Cell Phone, B*tch et No More Sunny Days tirés de DFD
- 2012 : Dumbfoundead - Body High tiré de Love Everyday EP
- 2012 : Dumbfoundead - Wine, Fck It et Drinking Alone tirés de Take the Stares
- 2012 : Verbs - Much Better tiré de The Progress EP 3: Manifest Awesome
- 2012 : Mike B. - Dreaming Out Loud tiré de Dear Michael, You're Welcome
- 2013 : EOM - Summer Breeze, I'm on It et AimShootReload Interlude tirés de ForAllWeKnow
- 2013 : Jose Rios - Prelection et Sweet Day tiré de To Live and Grow in LA
- 2013 : Wax - Feels Good tiré de Continue
- 2014 : Nocando - Too Much to Ask tiré de Jimmy the Burnout
- 2014 : Watsky - Stand for Something, Ink Don't Bleed et Hand Over Hand tiré de All You Can Do
- 2014 : Tiron & Ayomari - My Supernova tiré de A Sucker for Pumps: Limited Edition
- 2014 : Shafiq Husayn - It's Better for You
- 2014 : Milo - A Day Trip to the Nightosphere tiré de A Toothpaste Suburb
- 2014 : Tokimonsta - Realla tiré de Desiderium
- 2014 : Kush Mody - New Days, Freight Train, Locked et Sexy Sadie tirés de Creature Comforts and a Collection of Songs
- 2015 : EOM - Get Along tiré de Sunrain
- 2015 : Jonwayne - Green Light tiré de Jonwayne Is Retired
- 2015 : DJ Premier & BMB Spacekid - Til It's Done
- 2015 : Mike Gao - Shifty
- 2015 : Vindata - Own Life tiré de Through Time and Space
- 2015 : Sir - Liberation tiré de Seven Sundays
- 2015 : Jose Rios - Cold Crush tiré de Jose Rios
- 2015 : Dr. Dre - All in a Day's Work, Issues, Deep Water, For the Love of Money, Animals et Medicine Man tirés de Compton
- 2015 : The Game - Magnus Carlsen et Crenshaw / 80s and Cocaine tirés de The Documentary 2.5
- 2015 : MED/Blu/Madlib - The Strip tiré de Bad Neighbor
- 2015 : White Boiz - Bloomingdales tiré de Neighborhood Wonderful
- 2015 : Busdriver - Worlds to Run tiré de Thumbs
- 2015 : GoldLink - Unique tiré de And After That, We Didn't Talk
- 2015 : DEAN - Put My Hands On You
- 2016 : Kaytranada - Glowed Up
- 2016 : Mac Miller - Dang!
- 2017 : Rapsody - Nobody & OooWee tirés de Laila's Wisdom
- 2019 : Flying Lotus - More
- 2019 : The Game - Stainless
- 2019 : YBN Cordae - RNP
- 2019 : BJ The Chicago Kid - Feel The Vibe
- 2019 : Mark Ronson - Then There Were Two
- 2019 : Free Nationals - Gidget
- 2020 : Eminem - Lock it up
- 2020 : Justin Timberlake - Don't Slack
- 2022 : Hailee Steinfeld - Coast
- 2022 : Domi et JD Beck, Not Tight (en) (Apeshit/Blue Note)
- 2023 : Hailee Steinfeld - Coast
- 2023 : Cordae - Two Tens
- 2024 : Kaytranada (featuring SiR) - Do 2 Me
- 2024 : Cordae - Summer Drop

## Filmographies

### Cinéma
- 2025 : Golden de Michel Gondry (sortie annulée)